# Cos (teologia)
El cos fa referència a un concepte filosifoco-teològic, de prevalença platònica com a contraposició de l'ànima.
Sant Joan Pau II desenvolupà la Teologia de Cos per evitar dos extrems: una visió negativa i una altra d'hedonista. Tanmateix, la distinció entre cos i ànima només pot pensar-se, atès que aquesta concepció antagonista on cos i ànima van separats faria impossible que l'home arribés a la seva plenitud. No s'estima només amb el cos ni només amb l'ànima. Estima la persona sencera, cos i ànima. És en el cos on l'home s'obre a l'encontre amb el món i hi descobreix una promesa de felicitat. El cos ha estat fet per Déu per ser un pont que uneixi les persones.